# Labiodental

Labiodentaler Laut

In der Phonetik beschreibt labiodental den Artikulationsort eines Lautes. Ein labiodentaler Laut oder Labiodental (auch Labiodentalis (f.); deutsch Lippenzahnlaut) wird mit Lippen (lateinisch labia, auch labiae, labeae) und Zähnen (lat. dentes) gebildet. Im Deutschen sind das der stimmhafte Konsonant „w“ und das stimmlose „f“.

Sagittalebene der menschlichen Mundhöhle, Oropharynx und Larynopharynx. Artikulationsorte (aktiv und passiv):
1 exolabial (äußerer Teil der Lippe)
2 endolabial (innerer Teil der Lippe)
3 dental (Zähne)
4 alveolar (vorderer Teil des Zahndamms)
5 postalveolar (hinterer Teil des Zahndamms und ein wenig dahinter)
6 präpalatal (vorderer Teil des harten Gaumens)
7 palatal (harter Gaumen)
8 velar (weicher Gaumen)
9 uvular (auch postvelar; Gaumenzäpfchen)
10 pharyngal (Rachen)
11 glottal (auch laryngal; Stimmbänder)
12 epiglottal (Kehldeckel)
13 radikal (Zungenwurzel)
14 posterodorsal (hinterer Teil der Zunge)
15 anterodorsal (vorderer Teil der Zunge)
16 laminal (Zungenblatt)
17 apikal (Zungenspitze)
18 sublaminal (auch subapical; Unterseite der Zunge)

| AFI | Beschreibung                       | Beispiel       | Beispiel     | Beispiel    | Beispiel               |
| --- | ---------------------------------- | -------------- | ------------ | ----------- | ---------------------- |
| AFI | Beschreibung                       | Sprache        | Schreibweise | IPA         | Bedeutung (Signifikat) |
| p̪   | Stimmloser labiodentaler Plosiv    | Griechisch     | σάπφειρος    | [ˈsap̪firo̞s̠] | „Saphir“               |
| b̪   | Stimmhafter labiodentaler Plosiv   |                |              |             |                        |
| p̪͡f  | stimmhafter labiodentaler Affrikat | Xitsonga       | timpfuvu     | [tim̪p̪͡fuβu]  | „Flusspferd“           |
| b̪͡v  | stimmloser labiodentaler Affrikat  | Xitsonga       | shilebvu     | [ʃileb̪͡vu]   | „Kinn“                 |
|     | Stimmhafter labiodentaler Nasal    | Englisch       | symphony     | [ˈsɪɱfəni]  | „Symphonie“            |
|     | Stimmloser labiodentaler Frikativ  | Englisch       | fan          | [fæn]       | „Fächer“               |
|     | Stimmhafter labiodentaler Frikativ | Englisch       | van          | [væn]       | „Kleintransporter“     |
|     | labiodental Approximant            | Niederländisch | wang         | [ʋɑŋ]       | „Wange“                |